# یک دنیا فاصله (فیلم)
یک دنیا فاصله (انگلیسی: A World Apart)) فیلمی درام به کارگردانی کریس منجس است که در سال ۱۹۸۸ منتشر شد. از بازیگران آن می‌توان به جودی می، جروئن کرابا، باربارا هرشی، دیوید سوشی و تیم راث اشاره کرد.

## جوایز
این فیلم برندهٔ جوایز بسیاری شده‌است. از جمله در چهل و یکمین جشنواره فیلم کن (سال ۱۹۸۸)، سه بازیگر زن این فیلم برندهٔ جایزهٔ بهترین بازیگر زن شدند.